# Commanderie de Bisham
Abbaye de Bisham
La commanderie de Bisham (Bistlesham) est une ancienne commanderie de l'ordre du Temple (templiers), devenue un prieuré de Chanoines réguliers au XIVe siècle et l'une des résidences secondaires des comtes de Salisbury. Ce n'est qu'au XVIe siècle que le lieu est érigé en abbaye (Ordre de Saint-Benoît).

## Description géographique
La commanderie se trouve à Bisham dans le comté de Berkshire, à 1 kilomètre au sud de Marlow.

## Historique
La construction de la commanderie eut lieu aux alentours de 1260[réf. souhaitée]. La donation primitive des terres de Bistlesham par Robert de Ferrières (en) remontant à l'époque d'Étienne d'Angleterre (avant 1155).

Quand l'ordre du Temple fut supprimé en 1312, le roi Édouard II d'Angleterre reprit les droits sur les terres gérées par la commanderie et les distribua à plusieurs de ses parents, le « manoir » revenant à Hugues le Despenser. Devenu la propriété de William Montagu, ce dernier y installa des Chanoines réguliers de saint Augustin en 1337. Puis en décembre 1537, Henri VIII d'Angleterre permit aux bénédictins de s'y installer et de fonder une abbaye.

### Commandeurs templiers
| Nom du commandeur                                         | Période      |
| --------------------------------------------------------- | ------------ |
| fr. Robert Scrop                                          | vers 1262    |
| fr. Thomas de la Fenne                                    | vers 1290    |
| fr. Henry (peut-être Henry de Craven ou Henry de la Wole) | ? - 1303     |
| fr. Thomas de Wonhope                                     | 1303 - 1307, |

### Prieurs (chanoines de saint Augustin)
| Nom                            | Période |
| ------------------------------ | ------- |
| Thomas Wiltshire (1er prieur)  | 1337    |
| Richard de Marlborough         |         |
| John Preston                   | 1378    |
| Adam Wargrave                  | 1398    |
| Edmund Redyng                  | 1423    |
| Hugh Somerton                  | 1433    |
| John Blissett                  | 1442    |
| Richard Sewy                   | 1483    |
| Richard                        | 1533    |
| William Barlow                 | 1536    |
| John Cordrey (abbé bénédictin) | 1537    |